# Uno bianca (miniserie televisiva)
Uno bianca è una miniserie televisiva del 2001, diretta da Michele Soavi, basata su episodi di cronaca realmente avvenuti dal 1987 al 1994, anno della cattura della banda omonima.
La prima puntata della miniserie ha registrato 8.153.000 telespettatori con il 28.93% di share, mentre la seconda e ultima puntata ha registrato 9.936.000 con il 34.98% di share.

## Trama
L'ispettore di polizia Valerio Maldesi del commissariato di Rimini decide di seguire insieme ai suoi uomini un imprenditore che deve consegnare dei soldi a degli estorsori. I malviventi però si accorgono della presenza della polizia e fanno fuoco, uccidendo il vicecommissario Emilio Valli, amico fraterno dell'ispettore Maldesi. Valerio intuisce che quegli individui non erano solo semplici estorsori ma degli uomini della Banda della Uno bianca, che da qualche tempo terrorizza con delle rapine la zona di Bologna. Spinto dalla rabbia e dal desiderio di giustizia Valerio, insieme al collega Rocco e aiutato dal giudice Soavi, indaga sulla banda, partendo da un'accurata analisi dei luoghi delle rapine.
Un giorno, durante un normale appostamento, Valerio e Rocco notano un'auto sospetta nei pressi di una banca e la seguono fino a casa; fortunatamente riescono ad individuare l'appartamento preciso del conducente dell'auto. All'anagrafe trovano il nome dell'uomo, Silvio Ferramonti, e la sua foto che, confrontandola con un fotogramma di un filmato di una banca rapinata in precedenza, è pressoché uguale. Ferramonti è uno dei componenti della banda. Da qui le strade dei due poliziotti vengono alterate: Rocco si apposta in un edificio in costruzione davanti alla casa di Ferramonti e ne spia tutte le mosse, mentre Valerio inizia a sospettare del fratello Michele, agente di polizia presso la questura di Bologna. Attraverso un incontro casuale Valerio e Michele iniziano un rapporto di amicizia, per Valerio finalizzata a scoprire maggiori informazioni su di lui.
A poco a poco Valerio intuisce che Michele ed alcuni suoi colleghi sono efferati criminali, facenti parte della famigerata banda della Uno bianca, capeggiata da Michele e Silvio Ferramonti. Del gruppo fa parte anche il loro fratellastro Nino, anch'egli agente di polizia. Con il tempo vengono raccolte le prove schiaccianti per arrestare i fratelli Ferramonti. Durante una fuga improvvisata, Silvio viene arrestato presso un autogrill, mentre Michele viene arrestato da Valerio presso la questura di Bologna, il luogo in cui lavora. La banda sembra essere stata arrestata ma all'appello manca il fratellastro Nino, rimasto in incognito. Nino in realtà è l'agente De Marchi, collega nello stesso commissariato in cui lavorano Valerio e Rocco. De Marchi si trova nel bar gestito da Luisa, moglie di Valerio e tenta di ucciderla, prima di venir fermato in tempo da Valerio, accorso sul posto. Valerio riesce ad arrestare De Marchi, ponendo così fine alla leggenda della "Uno bianca".

## Confronto con i fatti reali
L'ispettore Maldesi e il vice-ispettore Atria si ispirano nella realtà ai poliziotti Baglioni e Costanza, coloro che risalirono alla vera identità dei banditi della Uno Bianca. Il metodo di indagine descritto nel film, mediante il quale i due agenti di polizia risalgono ai nomi di Silvio e Michele Ferramonti (che nei fatti reali corrispondono a Fabio e Roberto Savi) corrisponde esattamente a quello reale.
Molto diversa è invece la fase di arresto dei componenti della banda: nel film i due poliziotti vengono ostacolati nella risoluzione del caso dal Procuratore Onofri e dal Commissario Tanzi che non fanno affidamento sul loro metodo di indagine, tanto che l'ispettore Maldesi è costretto a infiltrarsi all'interno della banda per fornire al giudice più prove possibili. Nella realtà invece, quando i poliziotti Baglioni e Costanza individuarono l'identità dei banditi, l'arresto fu immediato, e nessun poliziotto si infiltrò mai nella banda della Uno Bianca. Un'ulteriore differenza con i fatti reali è data dall'automobile civetta utilizzata nelle indagini da Maldesi a Atria: nello sceneggiato i due utilizzano una Lancia Y di colore blu, mentre nella realtà dei fatti, Baglioni e Costanza utilizzarono una Y10 color verde pisello.
L'ostilità del Giudice Onofri nei confronti dell'operato dei due poliziotti, vuole probabilmente rappresentare i tanti errori commessi nelle indagini sul caso della Uno Bianca, precedentemente alle scoperte effettuate da Baglioni e Costanza.
I luoghi dell'arresto nel film corrispondono a quelli reali: Michele Ferramonti viene arrestato presso la Questura di Bologna come Roberto Savi, Silvio Ferramonti viene arrestato in un'area di servizio mentre tentava la fuga come Fabio Savi.
Michele Ferramonti si ispira a Roberto Savi, Silvio Ferramonti a Fabio Savi e Nino De Marchi ad Alberto Savi. Il giudice Soavi si ispira al procuratore Paci che ha fornito un'importante svolta alle indagini; nella realtà era lui, e non il procuratore di Bologna come risulta nel film, a dirigere il Pool che indagava sui fatti della Uno Bianca.
Nei fatti reali nessun componente della banda lavorava nello stesso comando di polizia di cui facevano parte i due poliziotti protagonisti, come invece descrive il film (dove Nino De Marchi è un loro diretto collega).

## Curiosità
- Alcune colonne sonore della miniserie, sono anche le colonne sonore di un'altra miniserie sempre di Pietro Valsecchi, Il testimone, con Raoul Bova, girata nel 2000. Inoltre alcuni effetti grafici e immagini de Il testimone sono presenti anche in Uno Bianca.
- Le scene in esterno sul lungomare e le aree limitrofe, che sarebbero ambientate in Romagna, in realtà sono state girate ad Ostia, come si vede dalle paline dell'ATAC (l'azienda ferro e autobus del comune di Roma); inoltre, chi conosce entrambi i litorali, distinguerà la strada che costeggia gli stabilimenti balneari, ben diversi da quelli romagnoli, la vegetazione, che nel film è tipicamente laziale, e i dintorni, punteggiati dalla classica campagna romana.
- Durante l'interrogatorio di Michele Ferramonti viene erroneamente nominato il calibro 9x21 parabellum, che in realtà non esiste, dato che il 9x21 è IMI e utilizzato nelle armi civili, mentre il parabellum è 9x19. Anche le pistole usate nella miniserie sono 9x21 (armi civili e non in dotazione alle forze dell'ordine).
- Nella scena della sparatoria in autostrada l'ispettore Maldesi riesce dopo alcuni spari a colpire un fanale posteriore della vettura utilizzata, una Uno bianca seconda serie. Più avanti nel film la vettura in questione verrà ritrovata in fondo ad un lago ma per errore della regía verrà utilizzata una Uno bianca prima serie.
- Nonostante i fatti reali siano avvenuti tra il 1987 e il 1994, la serie, di libera ispirazione, è ambientata nell'allora presente, come può facilmente capirsi dall'abbigliamento e acconciature dei personaggi, dall'uso di telefoni e pc e dall'uso di vetture attuali nel 2001, con la sola ovvia attenzione di far utilizzare dalla banda criminale la Fiat Uno, auto che comunque nel 2001 era abbondantemente diffusa.
- Dopo la rapina al rifornimento di benzina, dove venne ucciso un passante che intervenne per difendere il benzinaio, Maldesi e Atria arrivano a bordo di una Lancia Y Elefantino. Questo modello di auto venne commercializzata dal 1995 ma i fatti narrati sono antecedenti al 1994, appunto per la libera ispirazione della serie ai fatti reali.
- Alcune scene in macchina dell'esca per la banda sotto ogni cavalcavia vengono utilizzate per un'altra miniserie TV diretta sempre da Michele Soavi ovvero Ultima pallottola andata in onda nel 2003 con protagonista Giulio Scarpati.
- Nel film è presente un errore: nel controllo fatto in Questura su Ferramonti Silvio, l'agente al pc sostiene che a Silvio è stato revocato il porto d'armi mentre al fratello Michele no, in quanto poliziotto. Nel controllo effettuato subito dopo al poligono di tiro, nel registro delle presenze Silvio Ferramonti ha un asterisco sul suo nome (asterisco che viene messo solo a chi è poliziotto).
- Durante la scena del pedinamento si può sentire il pilota dell'elicottero comunicare alla centrale operativa di sorvolare l'autostrada A24. Quest'ultima si snoda fra le regioni Lazio ed Abruzzo, notevolmente distanti dalla zona in cui si concentrano le ricerche, che sono la Romagna e la zona intorno a Bologna (come riportato dal tabellone luminoso presente nella centrale operativa).